# Konstantin Lindner
Konstantin Lindner (* 1976 in Bayreuth) ist ein deutscher römisch-katholischer Theologe.

## Leben
Er studierte von 1996 bis 2001 für das Lehramt an Gymnasien in der Kombination Deutsch/Kath. Religionslehre und dem Erweiterungsfach Geschichte an der Universität Regensburg.
Im Frühjahr 2001 legte er die erste Staatsprüfung für das Lehramt an Gymnasien in der Kombination Deutsch/Kath. Religionslehre ab. Vom Wintersemester 2001/2002 bis zum Wintersemester 2005/2006 absolvierte er ein Promotionsstudium bei Georg Hilger an der Katholisch-Theologischen Fakultät der Universität Regensburg, das er im Dezember 2006 mit der Promotion zum Dr. theol. durch die Katholisch-Theologische Fakultät der Universität Regensburg beendete. Den Vorbereitungsdienst/Referendariat September 2006 bis September 2008 für das Lehramt an Gymnasien (Seminarschule: Neues Gymnasium Nürnberg; Einsatzschulen: Kepler-Gymnasium Weiden; Johann-Andreas-Schmeller-Gymnasium Nabburg) schloss er mit der zweiten Staatsprüfung im Juni 2008 für das Lehramt an Gymnasien in der Kombination Deutsch/Kath. Religionslehre ab.  Seit 2011 ist er Professor für Religionspädagogik und Didaktik des Religionsunterrichts, nach der Habilitation 2015 seit 2018 Inhaber des gleichnamigen Lehrstuhls am Institut für Katholische Theologie der Fakultät Geistes- und Kulturwissenschaften an der Otto-Friedrich-Universität Bamberg.